# قسم الغتشين الريفي (مقاطعة تشرام)
قسم الغتشين الريفي (بالفارسية: دهستان الغچین) هي منطقة ريفية تقع في كهكيلويه وبوير أحمد في إيران. يقدر عدد سكانها بـ 5,775 نسمة .